# Kevin Costner
Kevin Michael Costner (Lynwood, 18 gennaio 1955) è un attore e produttore cinematografico statunitense.

Firma di Kevin Costner

Emerse negli anni '80 nei film Fandango e Silverado (1985), The Untouchables - Gli intoccabili e Senza via di scampo (entrambi del 1987) e L'uomo dei sogni (1989). All'inizio degli anni '90 divenne una delle star più acclamate di Hollywood grazie al film Balla coi lupi (1990), da lui diretto e interpretato, che gli valse l'Oscar al miglior regista e al miglior film, oltre a una candidatura come miglior attore. Consolidò la propria fama partecipando a pellicole acclamate quali Robin Hood - Principe dei ladri (1991), JFK - Un caso ancora aperto (1991), Guardia del corpo (1992) e Un mondo perfetto (1993), tuttavia non riuscì a ripetere il successo coi successivi Wyatt Earp (1994), Waterworld (1995), Tin Cup (1996) e L'uomo del giorno dopo (1997). Dagli anni 2000 ha preso parte a film come Terra di confine - Open Range (2003), L'uomo d'acciaio (2013), Jack Ryan - L'iniziazione (2014) e Il diritto di contare (2016), ma il suo ruolo più popolare è quello di John Dutton nella serie TV Yellowstone (2018-2023), per il quale ha vinto il Golden Globe per il miglior attore in una serie drammatica.

## Biografia
Kevin Costner, all'anagrafe Kevin Michael Costner, è nato il 18 gennaio 1955 a Lynwood, in California, ma è cresciuto principalmente a Compton (California). Ultimo di tre figli dell'elettricista Bill Costner e dell'attrice Sharon Tedrick, ha avuto due fratelli, Dan e Mark Douglas (quest'ultimo morto il giorno dopo la nascita nel 1953). Quando suo padre venne promosso da semplice elettricista a dirigente della filiale Souther California Edison, il giovane Kevin venne costretto a spostarsi spesso con la famiglia e di conseguenza a cambiare frequentemente scuola, cosa che non giovava affatto al suo temperamento, già di per sé poco incline al mondo accademico.
Durante l'adolescenza preferiva di gran lunga lo sport, ma non disdegnava la musica e la poesia, infatti suonava il piano, cantava nel coro della chiesa e scriveva componimenti. La passione verso il cinema è cominciata durante l'infanzia, dopo la visione de La conquista del West (1962), sebbene sia rimasta a lungo latente. Dopo il diploma, nel 1978 si laurea in marketing e finanza presso la California State University, Fullerton, ma già durante l'ultimo anno di college inizia a prendere le prime lezioni di recitazione.
A convincerlo definitivamente di puntare sulla strada del cinema è stato un fortuito incontro con Richard Burton in aereo, durante la luna di miele di Costner. Fermamente convinto di quale carriera intraprendere, mentre svolgeva altri lavori per mantenersi, Costner riprese le lezioni di recitazione serali ed è stato così che esordì al cinema con Malibu Hot Summer (1981), in cui figura come protagonista, film indipendente che venne distribuito solo nel 1986, dopo che Costner iniziò a costruirsi una certa fama. Per tale motivo il suo esordio è considerato erroneamente il film Amore e morte al tavolo da gioco (1983).

### Carriera
Negli anni ottanta interpreta una serie di film, tra cui Testament (1983), ma è con Fandango (1985) e con The Untouchables - Gli intoccabili (1987) che si fa conoscere al grande pubblico. Ai Premi Oscar 1991 gli viene assegnata la statuetta come miglior regista alla sua prima esperienza dietro la macchina da presa, grazie al film Balla coi lupi (1990), che vince anche l'Oscar al miglior film, oltre ad altre cinque statuette; il successo planetario della pellicola consacra l'attore come vera e propria icona di un cinema coraggioso, lontano dalle mode.

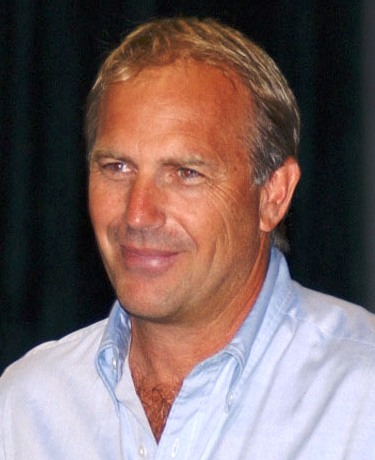
Kevin Costner alla Andrews Air Force Base nel 2003

Il successo continua nel corso degli anni novanta con film quali Robin Hood - Principe dei ladri, Guardia del corpo, JFK - Un caso ancora aperto fino a Un mondo perfetto, dove esprime una grande performance, paragonabile a quella di Balla coi lupi. In seguito, tuttavia, Costner non riesce a tornare al grande successo riportato, in particolar modo successivamente a Waterworld (1995, da lui prodotto e interpretato, che fu il film più costoso girato sino ad allora) e a L'uomo del giorno dopo (1997). Nel 1999 riscuote un discreto successo con Le parole che non ti ho detto.
Negli anni 2000 interpreta per lo più commedie, ma anche film d'impegno (Thirteen Days) o thriller (Il segno della libellula - Dragonfly) ancora però senza tornare al pieno successo. È tuttavia da segnalare la sua terza regia, Terra di confine - Open Range, altro western apprezzato sia dal pubblico sia dalla critica, che mostra ancora l'impegno e il coraggio dell'attore-regista a cimentarsi con un genere non molto fortunato al botteghino e in parte dimenticato dal pubblico. Nel 2006 recita a fianco di Ashton Kutcher nel film The Guardian - Salvataggio in mare, dove interpreta un leggendario aerosoccorritore della US Coast Guard. È appassionato di baseball e ha girato alcuni film incentrati su questo sport, tra cui L'uomo dei sogni, Gioco d'amore e Bull Durham - Un gioco a tre mani.
Nell'estate 2007 Costner intraprende una nuova carriera, quella di musicista rock and roll. In settembre, alla guida di una band e imbracciando una chitarra folk elettrificata, tiene nel Nuovo Messico un concerto a titolo gratuito per le riprese del film Swing Vote - Un uomo da 300 milioni di voti. Del 2010 la pubblicazione dell'album Turn it On che Costner porta anche in tour in molti paesi europei entrando anche nella Top 30 dei dischi più venduti in Germania (26º posto). Nel 2014 è testimonial pubblicitario per Bolton Group del Tonno Rio Mare. Nel 2015 partecipa al film McFarland, USA.
Kevin Costner ritorna al grande successo di pubblico come produttore e interprete dell'iconica serie Yellowstone, un western contemporaneo, tra le più popolari in televisione, giunta alla quinta stagione e con due prequel, 1883 e 1923, con in preparazione uno spinoff intitolato 6666 e incentrato sul personaggio di Jimmy (Jefferson White) e sul suo nuovo luogo di lavoro, il ranch texano dello stesso nome.
L'attore è anche un attivista per la lotta ambientale. Nel 2010, dopo il caso della marea nera nel golfo del Messico, l'attore si è presentato al Congresso degli Stati Uniti a Washington per porre all'attenzione pubblica il problema dell'ecosistema, ha anche proposto soluzioni ecosostenibili per rimediare i danni all'ecosistema marino.

## Vita privata
È di origini inglesi, scozzesi, irlandesi, tedesche e cherokee.
Nel 1978, ha sposato l'attrice Cindy Silva, sua compagna al college che gli ha dato tre figli: Annie (1984), Lily (1986) e Joe (1988). La coppia ha divorziato nel 1994, a causa delle sue infedeltà. Dopo il divorzio, Costner ha avuto una breve relazione con la socialite Bridget Rooney che gli ha dato un figlio, Liam (1996). Nel 2004 ha sposato la modella Christine Baumgartner con cui si era fidanzato quattro anni prima. I due hanno avuto tre figli: Cayden (6 maggio 2007), Hayes (12 febbraio 2009) e Grace Avery (2 giugno 2010). Nel maggio del 2023, la coppia ha annunciato di aver deciso di separarsi, ed il divorzio si è concluso nel 2024.

## Filmografia

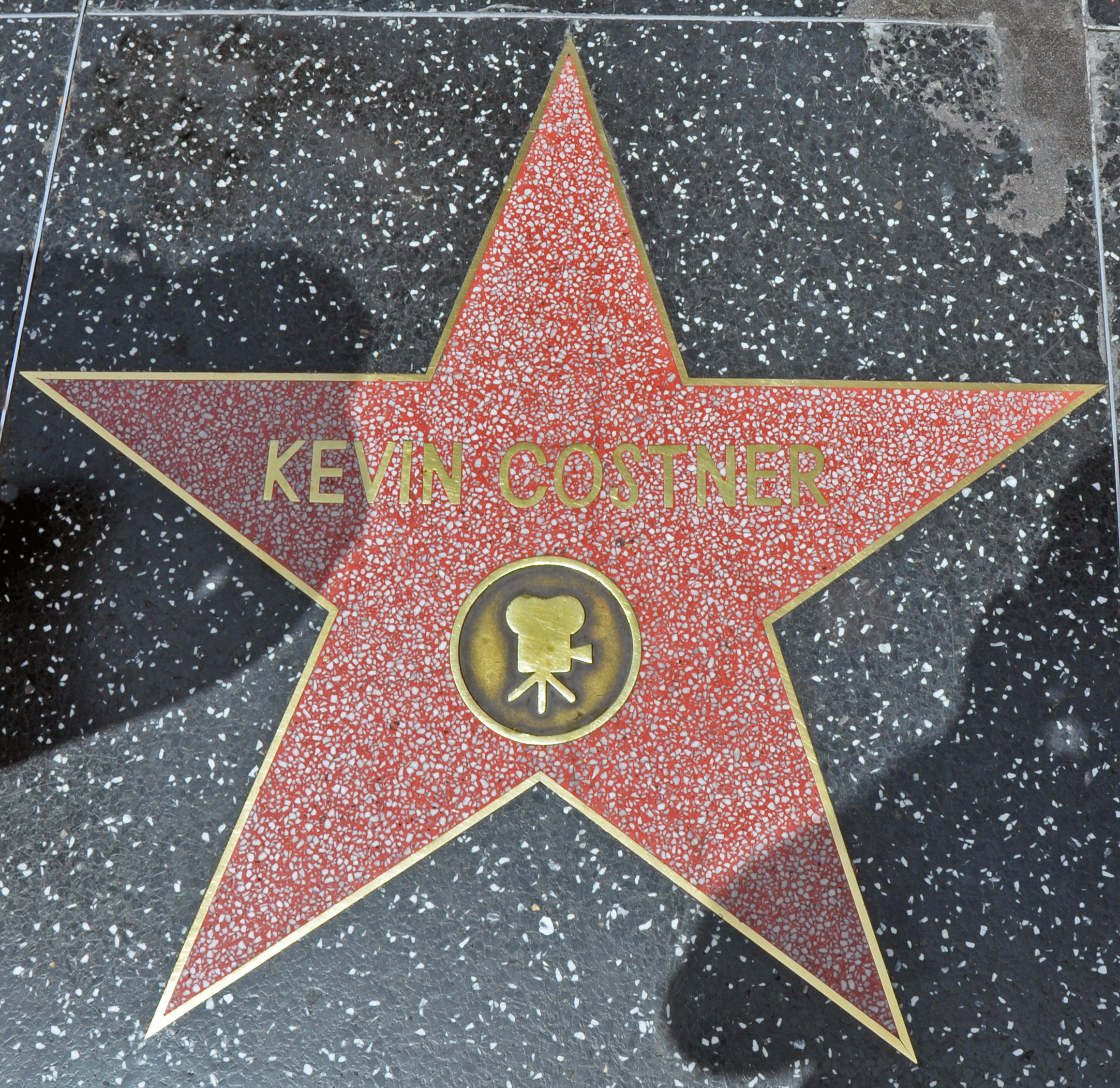
Stella di Kevin Costner sulla Hollywood Walk of Fame

### Attore

#### Cinema
- Malibu Hot Summer, regia di Richard Brander (1981)
- Night Shift - Turno di notte (Night Shift), regia di Ron Howard (1982)
- Frances, regia di Graeme Clifford (1982) - non accreditato
- Chasing Dreams, regia di Therese Conte e Sean Roche (1982)
- Tavolo per cinque (Table for Five), regia di Robert Lieberman (1983)
- Amore e morte al tavolo da gioco (Stacy's Knigths), regia di Jim Wilson (1983)
- Testament, regia di Lynne Littman (1983)
- Il grande freddo (1983) - scene cancellate
- Indiziato di assassinio (Shadows Run Black), regia di Howard Heard (1984)
- Fandango, regia di Kevin Reynolds (1985)
- Silverado, regia di Lawrence Kasdan (1985)
- Il vincitore (American Flyers), regia di John Badham (1985)
- The Untouchables - Gli intoccabili (The Untouchtables), regia di Brian De Palma (1987)
- Senza via di scampo (No Way Out), regia di Roger Donaldson (1987)
- Bull Durham - Un gioco a tre mani (Bull Durham), regia di Ron Shelton (1988)
- L'uomo dei sogni (Field of Dreams), regia di Phil Alden Robinson (1989)
- Trappola per un killer (The Gunrunner), regia di Nardo Castillo (1989)
- Revenge - Vendetta (Revenge), regia di Tony Scott (1990)
- Balla coi lupi (Dances with Wolves), regia di Kevin Costner (1990)
- Robin Hood - Principe dei ladri (Robin Hood: Prince of Thieves), regia di Kevin Reynolds (1991)
- JFK - Un caso ancora aperto (JFK), regia di Oliver Stone (1991)
- A letto con Madonna (Madonna: Truth or Dare), regia di Alek Keshishian (1991)
- Guardia del corpo (The Bodyguard), regia di Mick Jackson (1992)
- Un mondo perfetto (A Perfect World), regia di Clint Eastwood (1993)
- Wyatt Earp, regia di Lawrence Kasdan (1994)
- The War, regia di Jon Avnet (1994)
- Waterworld, regia di Kevin Reynolds (1995)
- Tin Cup, regia di Ron Shelton (1996)
- L'uomo del giorno dopo (The Postman), regia di Kevin Costner (1997)
- Le parole che non ti ho detto (Message in a Bottle), regia di Luis Mandoki (1999)
- Gioco d'amore (For Love of The Game), regia di Sam Raimi (1999)
- Incontriamoci a Las Vegas (Play It to the Bone), regia di Ron Shelton (1999) - cameo
- Thirteen Days, regia di Roger Donaldson (2000)
- La rapina (3000 Miles to Graceland), regia di Demian Lichtenstein (2001)
- Il segno della libellula - Dragonfly (Dragonfly), regia di Tom Shadyac (2002)
- Terra di confine - Open Range (Open Range), regia di Kevin Costner (2003)
- Litigi d'amore (The Upside of Anger), regia di Mike Binder (2005)
- Vizi di famiglia (Rumor Has It...), regia di Rob Reiner (2005)
- The Guardian - Salvataggio in mare (The Guardian), regia di Andrew Davis (2006)
- Mr. Brooks, regia di Bruce A. Evans (2007)
- Swing Vote - Un uomo da 300 milioni di voti (Swing Vote), regia di Joshua Michael Stern (2008)
- The New Daughter, regia di Luis Berdejo (2009)
- The Company Men, regia di John Wells (2010)
- Field of Dreams 2: Lockout, regia di Eric Apple – cortometraggio (2011)
- L'uomo d'acciaio (Man of Steel), regia di Zack Snyder (2013)
- Jack Ryan - L'iniziazione (Jack Ryan: Shadow Recruit), regia di Kenneth Branagh (2014)
- 3 Days to Kill, regia di McG (2014)
- Draft Day, regia di Ivan Reitman (2014)
- Black or White, regia di Mike Binder (2014)
- McFarland, USA, regia di Niki Caro (2015)
- Batman v Superman: Dawn of Justice, regia di Zack Snyder (2016) - cameo
- Criminal, regia di Ariel Vromen (2016)
- Il diritto di contare (Hidden Figures), regia di Theodore Melfi (2016)
- Molly's Game, regia di Aaron Sorkin (2017)
- Highwaymen - L'ultima imboscata (The Highwaymen), regia di John Lee Hancock (2019)
- Uno di noi (Let Him Go), regia di Thomas Bezucha (2020)
- Horizon: An American Saga - Capitolo 1 (Horizon: An American Saga - Chapter 1), regia di Kevin Costner (2024)

#### Televisione
- Storie incredibili (Amazing Stories) – serie TV, episodio 1x05 (1985)
- The Earth Day Special - TV Special (1990)
- Hatfields & McCoys, regia di Kevin Reynolds – miniserie TV (2012)
- Yellowstone – serie TV, 47 episodi (2018-2023)

### Doppiatore
- The Road to Graceland, regia di Brian Ash – cortometraggio (2001)
- Billy the Kid: New Evidence (2015) - TV Movie documentary
- Attraverso i miei occhi (The Art of Racing in the Rain), regia di Simon Curtis (2019)
- Zack Snyder's Justice League, regia di Zack Snyder (2021) - cameo non accreditato

### Regista
- Balla coi lupi (Dances with Wolves, 1990)
- L'uomo del giorno dopo (The Postman, 1997)
- Terra di confine - Open Range (Open Range, 2003)
- Horizon: An American Saga - Capitolo 1 (Horizon: An American Saga - Chapter 1) (2024)

### Produttore
- Revenge - Vendetta (Revenge), regia di Tony Scott (1990)
- Balla coi lupi (Dances with Wolves), regia di Kevin Costner (1990)
- Guardia del corpo (The Bodyguard), regia di Mick Jackson (1992)
- Rapa Nui, regia di Kevin Reynolds (1994)
- Wyatt Earp, regia di Lawrence Kasdan (1994)
- Waterworld, regia di Kevin Reynolds (1995)
- Indiani d'America (500 Nations) – miniserie TV (1995)
- L'uomo del giorno dopo (The Postman), regia di Kevin Costner (1997)
- Le parole che non ti ho detto (Message in a Bottle), regia di Luis Mandoki (1999)
- Thirteen Days, regia di Roger Donaldson (2000)
- Terra di confine - Open Range (Open Range), regia di Kevin Costner (2003)
- The Tortilla Curtain (2005)
- Mr. Brooks, regia di Bruce A. Evans (2007)
- Swing Vote - Un uomo da 300 milioni di voti (Swing Vote), regia di Joshua Michael Stern (2008)
- Hatfields & McCoys, regia di Kevin Reynolds – miniserie TV (2012)
- Black or White, regia di Mike Binder (2014)
- Yellowstone – serie TV (2018-in corso)
- Uno di noi (Let Him Go), regia di Thomas Bezucha (2020)
- Horizon: An American Saga - Capitolo 1 (Horizon: An American Saga - Chapter 1), regia di Kevin Costner (2024)

### Sceneggiatore
- Horizon: An American Saga - Capitolo 1 (Horizon: An American Saga - Chapter 1), regia di Kevin Costner (2024)

## Riconoscimenti
- Premio Oscar
  - 1991 – Miglior film per Balla coi lupi
  - 1991 – Miglior regista per Balla coi lupi
  - 1991 – Candidatura al miglior attore protagonista per Balla coi lupi
- Golden Globe
  - 1991 – Miglior film drammatico per Balla coi lupi
  - 1991 – Miglior regista per Balla coi lupi
  - 1991 – Candidatura al miglior attore in un film drammatico per Balla coi lupi
  - 1992 – Candidatura al miglior attore in un film drammatico per JFK - Un caso ancora aperto
  - 1997 – Candidatura al miglior attore in un film commedia o musicale per Tin Cup
  - 2013 – Miglior attore in una mini-serie o film per la televisione per Hatfields & McCoys
  - 2023 – Miglior attore in una serie drammatica per Yellowstone
- Premio Emmy
  - 2012 – Miglior attore in una miniserie o film tv per Hatfields & McCoys
  - 2012 – Candidatura alla miglior miniserie o film TV per Hatfields & McCoys
- Premio BAFTA
  - 1992 – Candidatura al miglior film per Balla coi lupi
  - 1992 – Candidatura al miglior regista per Balla coi lupi
  - 1992 – Candidatura al miglior attore protagonista per Balla coi lupi
- Razzie Awards
  - 1992 – miglior attore protagonista per Robin Hood - Principe dei ladri
  - 1993 – Candidatura al miglior film per Guardia del corpo
  - 1993 – Candidatura al miglior attore protagonista per Guardia del corpo
  - 1995 – miglior attore protagonista per Wyatt Earp
  - 1995 – miglior remake o sequel per Wyatt Earp
  - 1995 – Candidatura al miglior attore protagonista per Wyatt Earp
  - 1995 – Candidatura al miglior film per Wyatt Earp
  - 1996 – Candidatura al miglior film per Waterworld
  - 1996 – Candidatura al miglior attore protagonista per Waterworld
  - 1998 – miglior film per L'uomo del giorno dopo
  - 1998 – miglior regista per L'uomo del giorno dopo
  - 1998 – miglior attore protagonista per L'uomo del giorno dopo
  - 2000 – Candidatura al miglior attore protagonista per Gioco d'amore e Le parole che non ti ho detto
  - 2000 – Candidatura al miglior attore del decennio per Robin Hood – Principe dei ladri, Wyatt Earp, Waterworld, L'uomo del giorno dopo
  - 2002 – Candidatura al miglior attore protagonista per La rapina
  - 2002 – Candidatura alla miglior coppia per La rapina

## Doppiatori italiani
Nelle versioni in italiano delle opere in cui ha recitato, Kevin Costner è stato doppiato da:
- Michele Gammino in Fandango, Balla coi lupi, JFK - Un caso ancora aperto, Guardia del corpo, Un mondo perfetto, Wyatt Earp, The War, Waterworld, Tin Cup, L'uomo del giorno dopo, Le parole che non ti ho detto, Gioco d'amore, La rapina, Litigi d'amore, Vizi di famiglia, The Guardian - Salvataggio in mare, Hatfields & McCoys, L'uomo d'acciaio, 3 Days to Kill, Black or White, Batman v Superman: Dawn of Justice, Molly's Game, Highwaymen - L'ultima imboscata, Uno di noi
- Sergio Di Stefano in Il vincitore, The Untouchables - Gli intoccabili, Bull Durham - Un gioco a tre mani, L'uomo dei sogni, Thirteen Days, Il segno della libellula - Dragonfly, Mr. Brooks
- Luca Ward in Senza via di scampo, Robin Hood - Principe dei ladri, Terra di confine - Open Range, The New Daughter, The Company Men, Jack Ryan - L'iniziazione
- Massimo Lodolo in Storie incredibili, Revenge - Vendetta, Il diritto di contare, Yellowstone, Horizon: An American Saga - Capitolo 1
- Sandro Acerbo in Silverado, Robin Hood - Principe dei ladri (ridoppiaggio)
- Mario Cordova in Draft Day, Criminal
- Giovanni Petrucci in Amore e morte al tavolo da gioco
- Mauro Gravina in Testament
- Roberto Pedicini in Trappola per un killer
- Sandro Iovino in A letto con Madonna
- Fabrizio Pucci in Swing Vote - Un uomo da 300 milioni di voti
- Edoardo Siravo in McFarland, USA

Da doppiatore è sostituito da:
- Luca Ward ne I Simpson
- Gigi Proietti in Attraverso i miei occhi
- Michele Gammino in Zack Snyder's Justice League